# 广西艺术学院

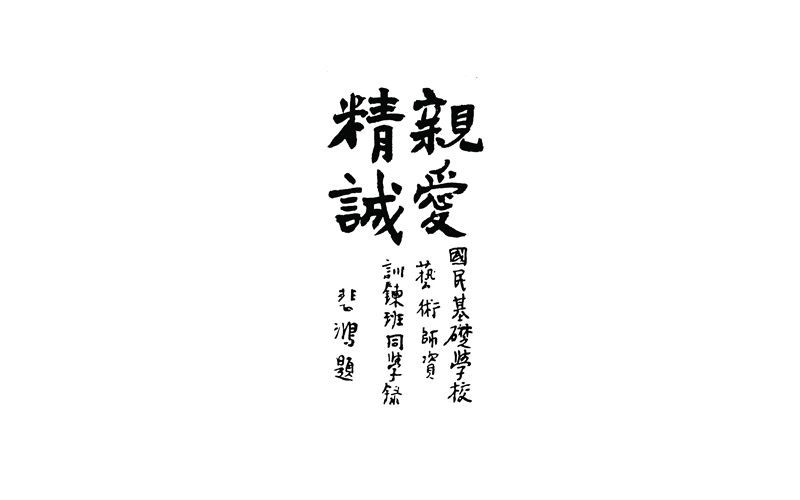
校训

广西艺术学院，简称广艺，曾用名广西艺术专科学校，是中华人民共和国文化和旅游部与广西壮族自治区人民政府共建高校，全国6所省（区）属综合性艺术院校之一，中国华南地区唯一一所具有硕士学位授予权的综合性高等艺术学府。其前身可追溯至1938年由徐悲鸿、满谦子等创办的广西艺术师资训练班。

## 历史沿革
- 1953年，撤销广西省立艺术专科学校，音乐部分参与合组中南音乐专科学校、美术部分参与合组中南美术专科学校。
- 1958年，依靠广西省立艺术专科学校的部分资源组建广西艺术专科学校。
- 1960年，升格为广西艺术学院。

学校下设美术学院、设计学院、桂林中国画学院、音乐学院、舞蹈学院、人文学院、影视与传媒学院、民族艺术系、建筑艺术学院、造型艺术学院、管弦系、国际教育学院、美术教育学院、音乐教育学院、职业技术学院/继续教育学院、漓江画派学院、思想政治理论课教研部、公共课教学部和附属中等艺术学校等19个教学单位，1所艺术研究院，以及南宁市南湖校区、相思湖校区、西校区和桂林校区，占地面积700余亩。现有艺术学理论、音乐与舞蹈学、戏剧与影视学、美术学、设计学、新闻传播学6个一级学科硕士授权点，37个二级学科硕士授权点和3个专业学位授权点，33个本科专业，70个本科专业方向，16个高职专业，形成了较为完备的高等艺术教育体系。

## 知名校友
- 梁玉瑩
- 李劍青
- 王鸥
- 弦子
- 陈永馨
- 安崎